# Gekkonidae
Los gecónidos (Gekkonidae) son una familia de saurópsidos (reptiles) escamosos, que incluye especies de gecos de tamaño pequeño a mediano que se encuentran en climas templados y tropicales de todo el mundo.
La designación gecos procede del inglés gecko, que es una generalización de Gekko, el género tipo de la familia. Gekko a su vez proviene de una palabra malaya homófona, que es una onomatopeya que reproduce el grito de una especie indonesia.

## Características

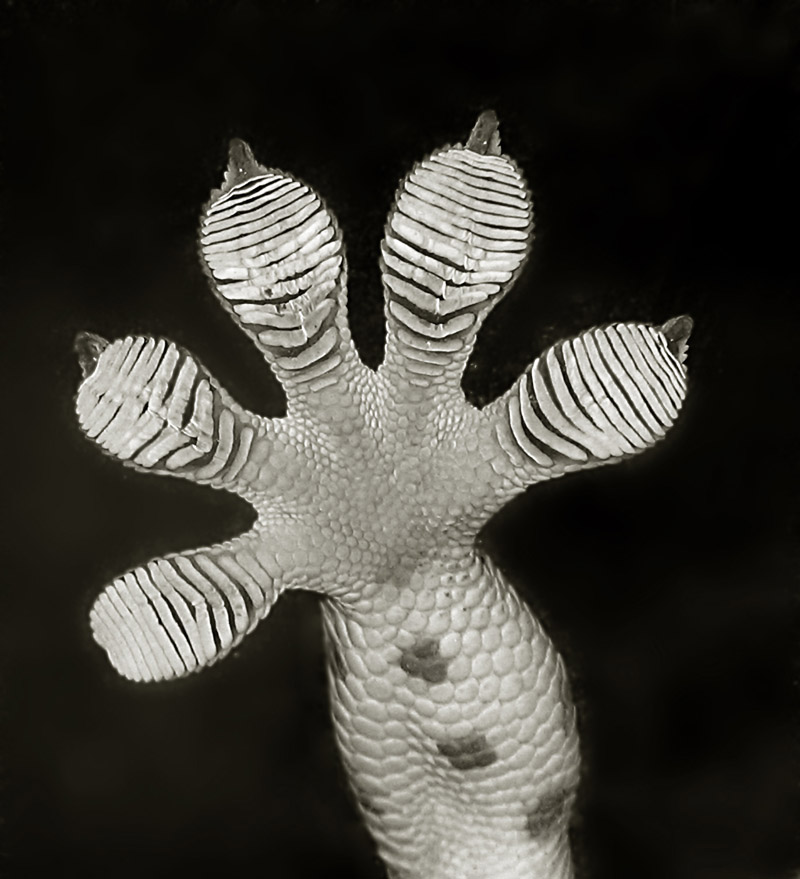
Superficie palmar de un tokay (Gekko gecko)

Los gecos tienen varios rasgos peculiares que los distinguen claramente de otros lagartos. Son únicos por su vocalización, ya que emiten sonidos chirriantes en sus interacciones con otros gecos. Son de hábitos nocturnos, con ojos enormes y dotados de pupilas verticales lobuladas que permiten un extraordinario margen de variación en su abertura. Muchas especies tienen almohadillas adhesivas en las plantas de los pies que les permiten escalar superficies lisas verticales e incluso transitar por los techos con facilidad. Estas habilidades son bien conocidas entre las personas que viven en climas templados, donde varias especies de gecos suelen pasar al interior de las casas. Estas especies (por ejemplo la salamanquesa) forman parte del mobiliario y raramente se las molesta, dado que se alimentan de insectos.
Se ha prestado mucha atención a las patas de los gecos, ya que se adhieren a muchos tipos de superficie sin necesidad de líquidos o de tensión superficial. Recientes estudios de las setae (pelillos) de las plantas de los pies de los gecos han demostrado que las fuerzas atractivas que mantienen al geco adherido a las superficies son las fuerzas de Van der Waals.
El color de la mayoría de los gecos varía entre tonos marrón y gris oscuro. Algunas especies pueden cambiar de color para camuflarse con el entorno o cuando se estresan. Sin embargo hay otros que tienen colores brillantes.

## Biología y ecología

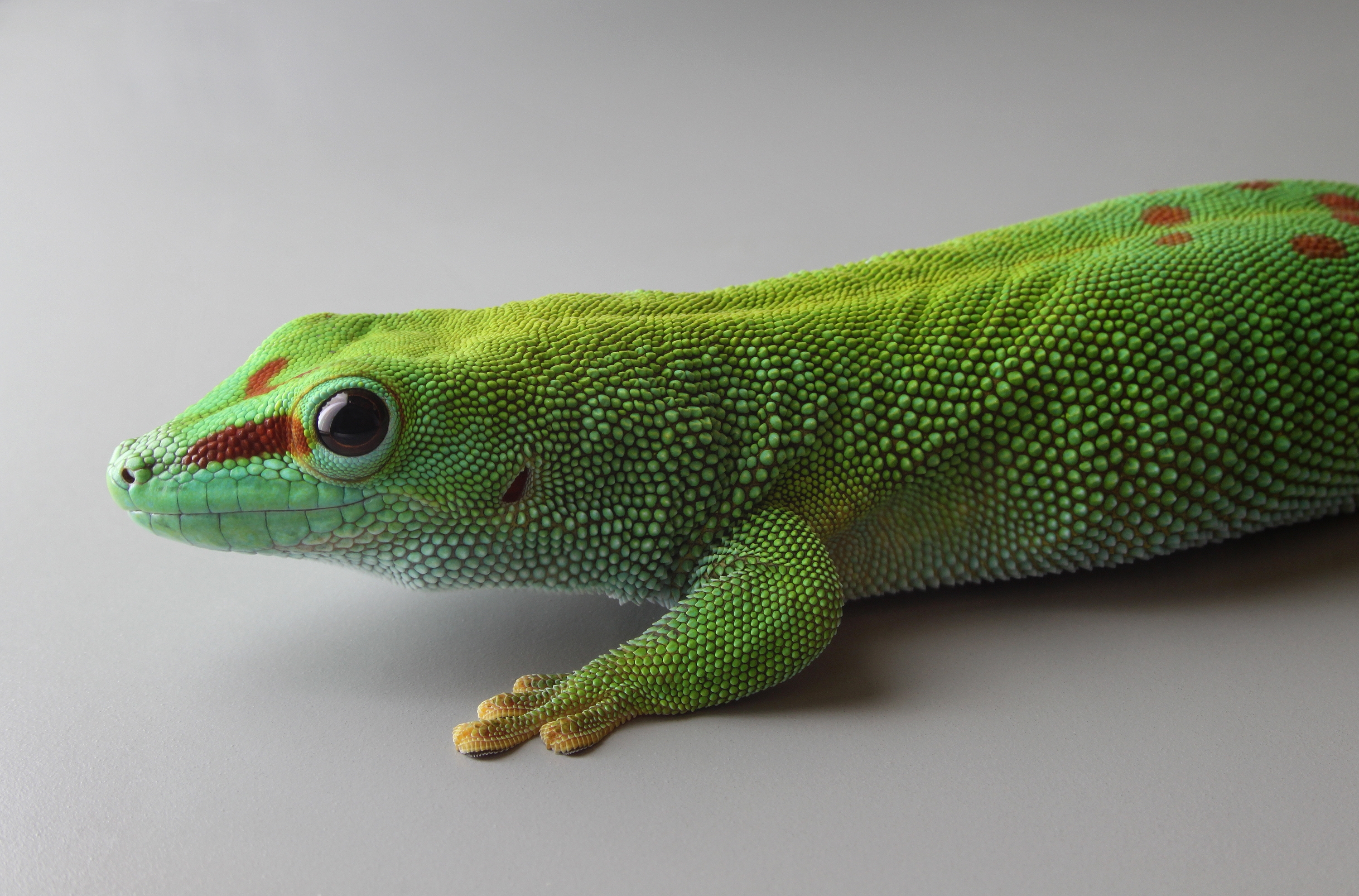
Phelsuma madagascariensis

Los gecónidos son lagartos generalmente nocturnos y arborícolas. Como la mayoría de los lagartos, comen insectos. Los gecos son los únicos escamosos cuyos huevos poseen cáscara dura. Algunas especies son partenogenéticas, es decir, las hembras pueden reproducirse sin copular con un macho. Esto aumenta la capacidad del geco de extenderse a nuevas islas. Muchos gecos viven en grupos y emiten chillidos y parloteos para comunicarse.
Un caso notable es el del geco Ptychozoon, que tiene membranas de piel en las patas y en los lados del cuerpo que actúan como paracaídas para suavizar sus descensos, cuando se lanza de un árbol a otro.
Muchas especies de geco son usadas como mascotas.

## Clasificación
La familia contiene cerca de 1500 especies agrupadas en 58 géneros:
- Afroedura Loveridge, 1944
- Afrogecko Bauer, Good & Branch, 1997
- Agamura Blanford, 1874
- Ailuronyx Fitzinger, 1843
- Alsophylax Fitzinger, 1843
- Altiphylax Yeriomtschenko & Shcherbak, 1984
- Blaesodactylus Boettger, 1893
- Bunopus Blanford, 1874
- Calodactylodes Strand, 1926
- Chondrodactylus Peters, 1870
- Christinus Wells & Wellington, 1984
- Cnemaspis Peters, 1869
- Crossobamon Boettger, 1888
- Cryptactites Bauer, Good & Branch, 1997
- Cyrtodactylus Gray, 1827
- Cyrtopodion Fitzinger, 1843
- Dixonius Bauer, Good & Branch, 1997
- Dravidogecko Smith, 1933
- Ebenavia Boettger, 1877
- Elasmodactylus Boulenger, 1895
- Geckolepis Grandidier, 1867
- Gehyra Gray, 1834
- Gekko Laurenti, 1768
- Goggia Bauer, Good & Branch, 1997
- Hemidactylus Gray, 1825
- Hemiphyllodactylus Bleeker, 1860
- Heteronotia Wermuth, 1965
- Homopholis Boulenger, 1885
- Kolekanos Heinicke, Daza, Greenbaum, Jackman & Bauer, 2014
- Lakigecko Torki, 2020
- Lepidodactylus Fitzinger, 1843
- Luperosaurus Gray, 1845
- Lygodactylus Gray, 1864
- Matoatoa Nussbaum, Raxworthy & Pronk, 1998
- Mediodactylus Szczerbak & Golubev, 1977
- Microgecko Nikolski, 1907
- Nactus Kluge, 1983
- Narudasia Methuen & Hewitt, 1914
- Pachydactylus Wiegmann, 1834
- Paragehyra  Angel, 1929
- Paroedura Günther, 1879
- Parsigecko Safaei-Mahroo, Ghaffari, & Anderson, 2016
- Perochirus Boulenger, 1885
- Phelsuma Gray, 1825
- Pseudoceramodactylus Haas, 1957
- Pseudogekko Taylor, 1922
- Ptenopus Gray, 1866
- Ramigekko Heinicke, Daza, Greenbaum, Jackman & Bauer, 2014
- Rhinogekko De Witte 1973
- Rhoptropella Hewitt, 1937
- Rhoptropus  Peters, 1869
- Stenodactylus Fitzinger, 1826
- Tenuidactylus Shcherbak & Golubev, 1984
- Trachydactylus Haas & Battersby, 1959
- Trigonodactylus Peters, 1880
- Tropiocolotes Peters, 1880
- Urocotyledon Kluge, 1983
- Uroplatus Dumeril, 1806